# St. Martin (Thun)

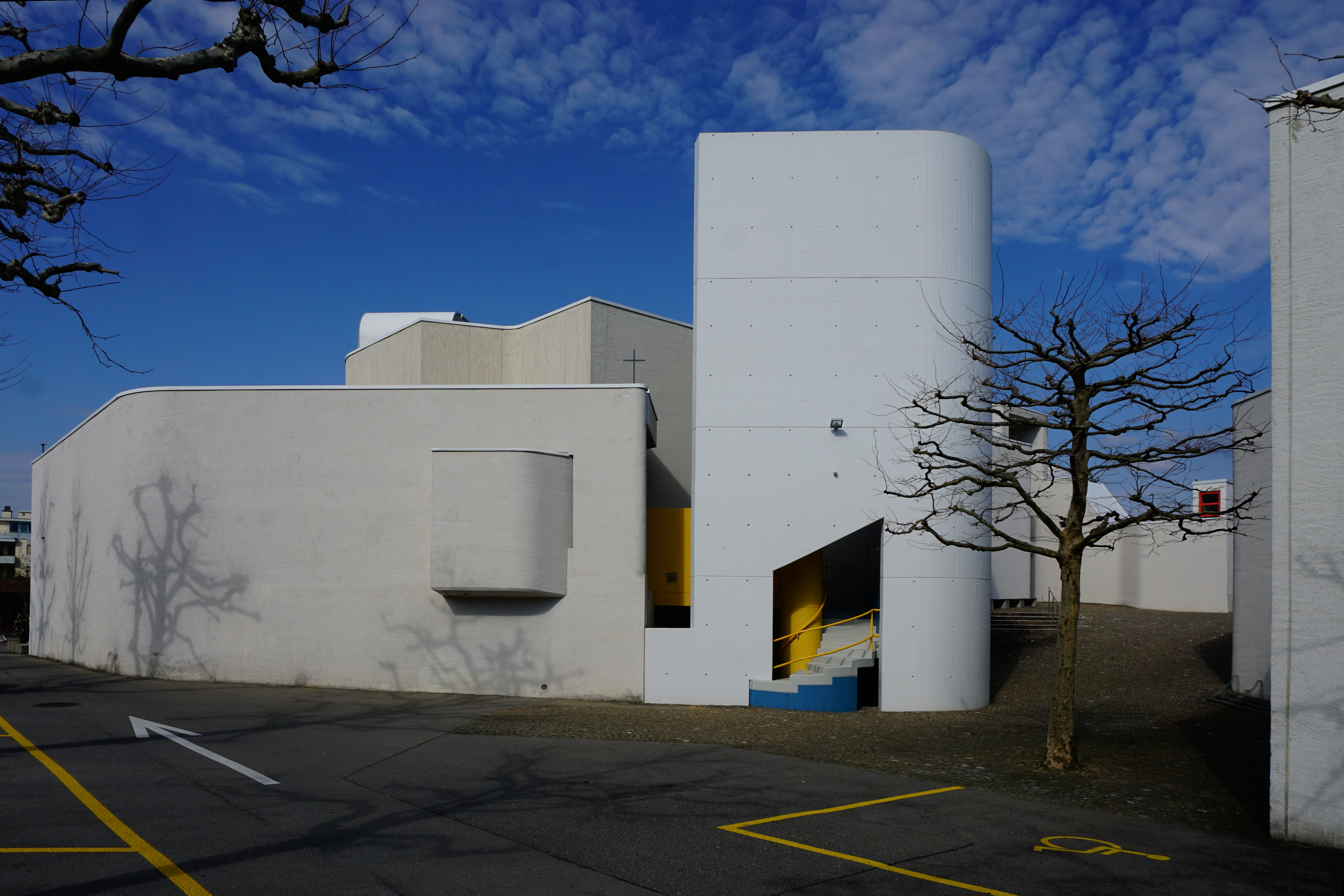
St. Martin Thun

Die Kirche St. Martin (oder Martinskirche) ist eine römisch-katholische Kirche in Thun im Kanton Bern in der Schweiz.

## Gebäude
Das Kirchengebäude wurde zwischen 1969 und 1971 errichtet und am 20. Mai 1971 vom Bischof von Basel Anton Hänggi eingeweiht. Architekten waren J. Naef, E. Studer und G. Studer aus Zürich. Am 21. Mai 1998 wurde der Erweiterungsbau eingeweiht. Die Orgel ist ein Werk der Firma Neidhart & Lhôte und stammt aus dem Jahr 1973.

## Einzugsgebiet
Das Einzugsgebiet der Pfarrei erstreckt sich auf 26 politische Gemeinden im Berner Oberland und Mittelland westlich der Aare. Im Einzugsgebiet wohnen etwa 6200 Katholiken.